# Стюарт (окръг, Тенеси)
Вижте пояснителната страница за други значения на Стюарт.
Окръг Стюарт (на английски: Stewart County) е окръг в щата Тенеси, Съединени американски щати. Площта му е 1277 km², а населението – 12 370 души (2000). Административен център е град Доувър.